# Oberschrot

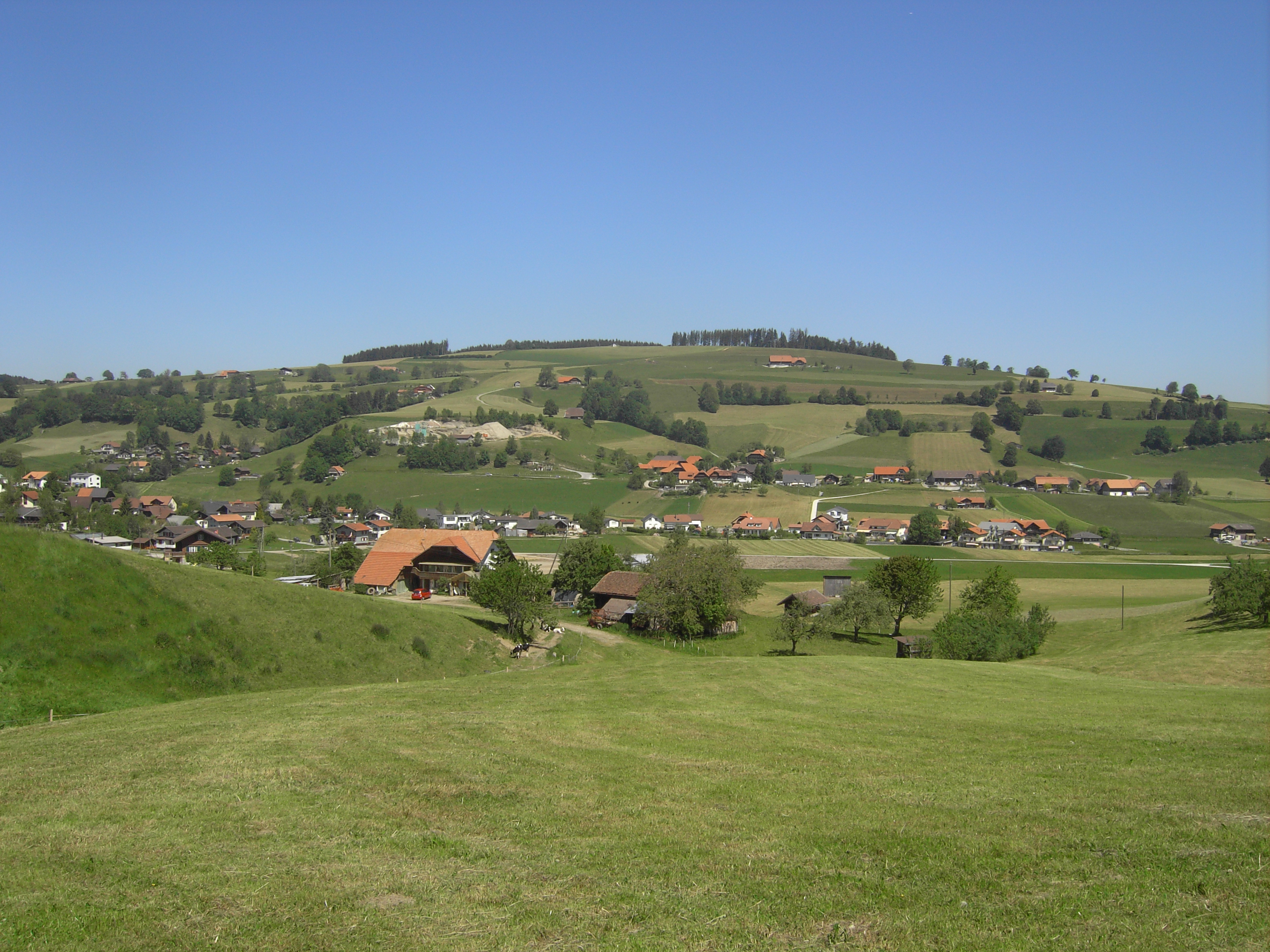
Oberschrot FR.

Oberschrot é uma comuna da Suíça, no Cantão Friburgo, com cerca de 1.040 habitantes. Estende-se por uma área de 5,28 km², de densidade populacional de 197 hab/km². Confina com as seguintes comunas: Brünisried, Giffers, Plaffeien, Plasselb, Rechthalten, Zumholz.
A língua oficial nesta comuna é o Alemão.